# Північноамериканський Союз
Північноамерика́нський Сою́з — гіпотетичне об'єднання США з Мексикою і Канадою за моделлю Європейського Союзу. Лідери всіх трьох країн заявили, що в цей час не існує офіційних планів подібного злиття. Не зважаючи на це, в академічному середовищі був розроблений план об'єднання. Він був опублікований в доповіді незалежної американської організації CFR за 2005 рік — «Створення Північно-Американської общини».
Створення Північноамериканського Союзу часто є темою для різних теорій змови.

## Цілі
У доповіді пропонується досягнення наступних цілей:
- Створення до 2010 року Північноамериканського економічного і оборонного блоку (общини)
- Створення управлінських структур, необхідних для функціонування Північноамериканського блоку
- Посилення північноамериканської конкурентоспроможності шляхом введення загальних зовнішньоторговельних тарифів
- Розвиток вільного руху через кордони для жителів Північної Америки (за допомогою біометричних індикаторів)
- Ухвалення єдиного плану охорони кордонів (боротьба з тероризмом і проникненням терористів використовується тут як виправдання для введення цієї політики, для чого також пропонується створення єдиного трибічного центру навчання співробітників правоохоронних органів)
- Скорочення прірви в економічному розвитку Мексики і США — для цієї мети США і Канада створять Північноамериканський Інвестиційний Фонд
- Розвиток загальної Північноамериканської енергетичної і сировинної стратегії
- Поглиблення педагогічних зв'язків, культурного обміну і програми підготовки вчителів
- Введення в обіг «амеро» — нової загальної валюти, яка замінить долар США, канадський долар та мексиканський песо.
- Створення супермагістралі NAFTA, що сполучатиме Мексику, США і Канаду.

## Законодавча опозиція
У вересні 2006 року делегат від Сполучених Штатів Вірджил Ґуд заявив про свою строгу опозицію до Північноамериканського союзу або NAFTA Superhighway як загрози американському суверенітету.